# Canterbury (Connecticut)
Canterbury es un pueblo ubicado en el condado de Windham en el estado estadounidense de Connecticut. En el año 2005 tenía una población de 5.060 habitantes y una densidad poblacional de 49 personas por km².

## Geografía
Canterbury se encuentra ubicada en las coordenadas 41°41′49″N 72°00′10″O / 41.69694, -72.00278.

## Demografía
Según la Oficina del Censo en 2000 los ingresos medios por hogar en la localidad eran de $55,547, y los ingresos medios por familia eran $65,095. Los hombres tenían unos ingresos medios de $41,521 frente a los $28,672 para las mujeres. La renta per cápita para la localidad era de $22,317. Alrededor del 4.5% de la población estaban por debajo del umbral de pobreza.